# A Moreninha (telenovela de 1965)
A Moreninha é uma telenovela brasileira produzida e exibida pela TV Globo de 25 de outubro a 10 de dezembro de 1965, em 35 capítulos. Substituiu Rosinha do Sobrado e foi substituída por Padre Tião, sendo a 2.ª "novela das sete" exibida pela emissora.
Foi escrita e dirigida por Otávio Graça Mello, baseada no romance homônimo, de Joaquim Manuel de Macedo.
Foi uma das primeiras produções da Globo a contar com gravações externas, na ilha de Paquetá, no Rio de Janeiro. Em São Paulo, foi exibida pela TV Paulista entre o final de 1965 e fevereiro de 1966, às 20h, antecedendo à apresentação local de Padre Tião, conforme edição da revista TV Intervalo de 12 de dezembro de 1965. A novela teve um remake no horário da seis em 1975.

## Enredo
Carolina (Marília Pêra) é uma moça sonhadora e romântica que vive na ilha de Paquetá com sua avó, Donana (Iracema de Alencar), e seu irmão, Felipe (Gracindo Júnior), entre festas e passeios dominicais, sempre reunida com os seus amigos. Carolina espera pacientemente reencontrar seu amor de infância.
Esse amor de infância é Augusto (Cláudio Marzo), um estudante de Medicina determinado e galanteador, que vive com sua irmã, Lúcia (Yara Sarmento), e vai estudar na Corte. Augusto também não esqueceu seu grande amor. Através de Felipe, ele acaba se aproximando de Carolina e, no fim da história, os dois ficam juntos e descobrem que tiveram um romance na infância.
A trama também mostra uma turma de jovens que, em meio a festas e paixões, se envolve em campanhas pela abolição da escravatura.

## Elenco
| Ator               | Personagem |
| ------------------ | ---------- |
| Marília Pêra       | Carolina   |
| Cláudio Marzo      | Augusto    |
| Iracema de Alencar | Vó Donana  |
| Gracindo Júnior    | Felipe     |
| Thaís Portinho     | Joana      |
| Emiliano Queiroz   | Fabrício   |
| Yara Sarmento      | Lúcia      |
| Milton Gonçalves   | Simão      |
| Zezé Macedo        | Zezé       |
| Lafayette Galvão   | Leopoldo   |
| Paulo Porto        | André      |
| Cláudia Martins    | Nazaré     |
| Renato Machado     | Renato     |